# Бровкино (Московская область)
Бровкино — деревня в Зарайском районе Московской области, в составе муниципального образования сельское поселение Струпненское (до 29 ноября 2006 года входила в состав Журавенского сельского округа).

## Население
| 2002 | 2006 | 2010 |
| ---- | ---- | ---- |
| 8    | ↗9   | ↘0   |

## География
Бровкино расположено в 13 км на запад от Зарайска, на реке Незнанка, левом притоке реки Осётр, высота центра деревни над уровнем моря — 169 м.

## История
Бровкино впервые упоминается в Писцовых книгах 1578 года, до 27 апреля 1923 входила в состав Каширского уезда Тульской губернии. В 1857 году в деревне числилось 16 дворов и 165 жителей, в 1910 году была открыта земская школа, в 1926 году — 42 двора и 176 жителей. В 1930 году был образован колхоз «Новая жизнь», с 1950 года — в составе колхоза «Дружба», с 1961 года — в составе совхоза «Красная Звезда».